# Kasteel van Laken

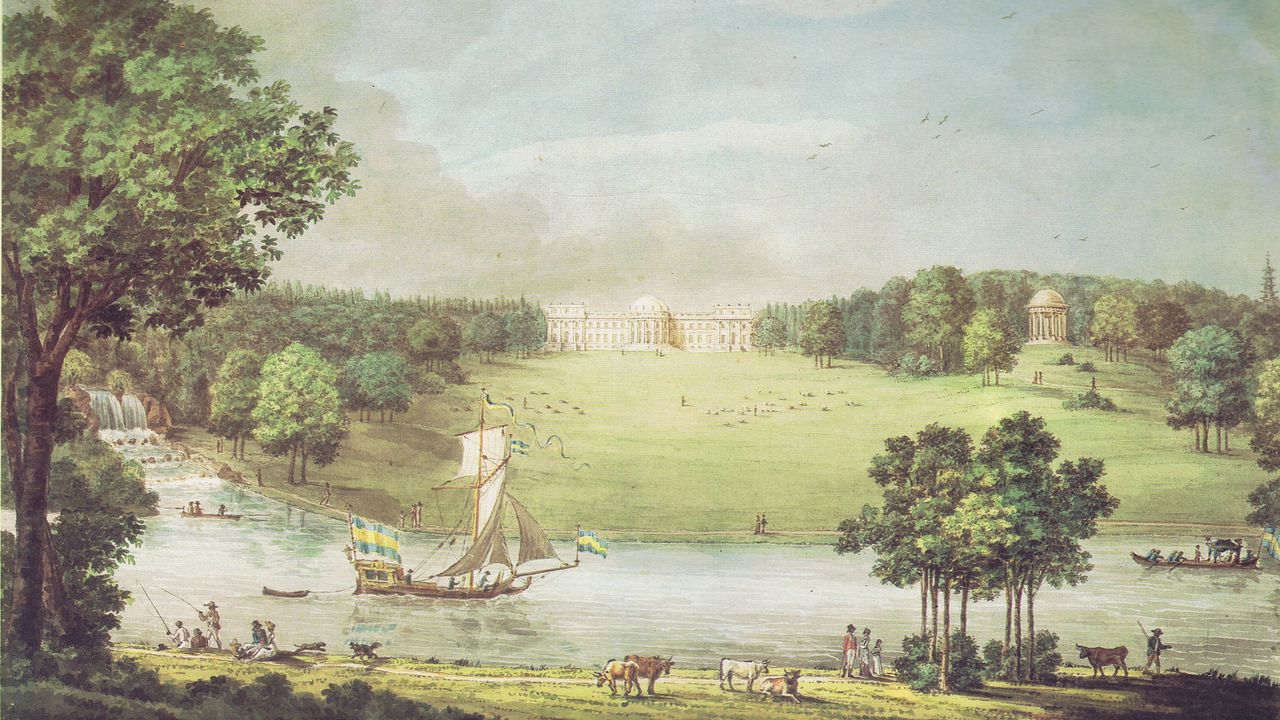
De achterzijde van het kasteel kort na de bouw

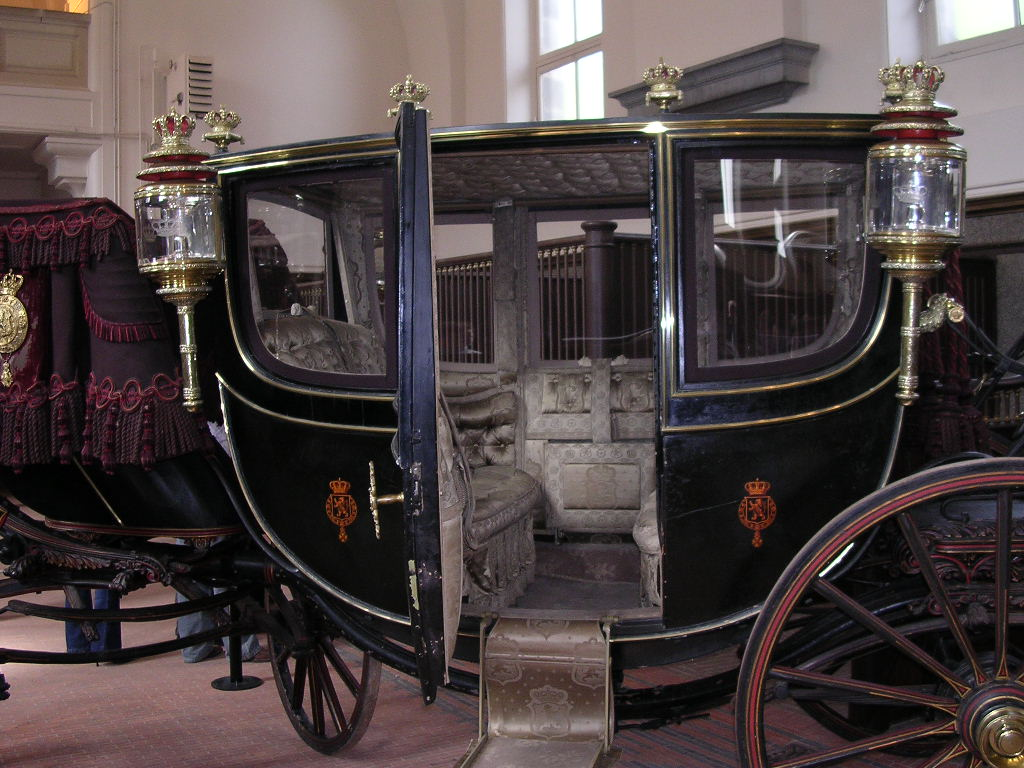
De koninklijke collectie bevat nog een deel van de rijtuigen van Leopold II

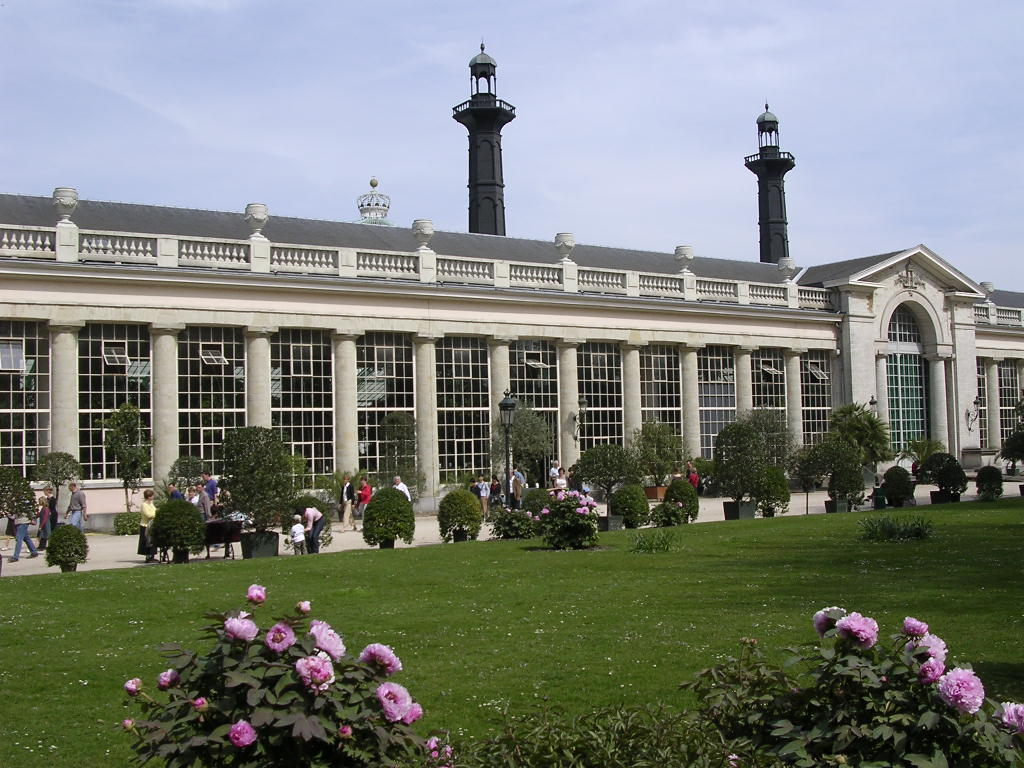
Orangerie

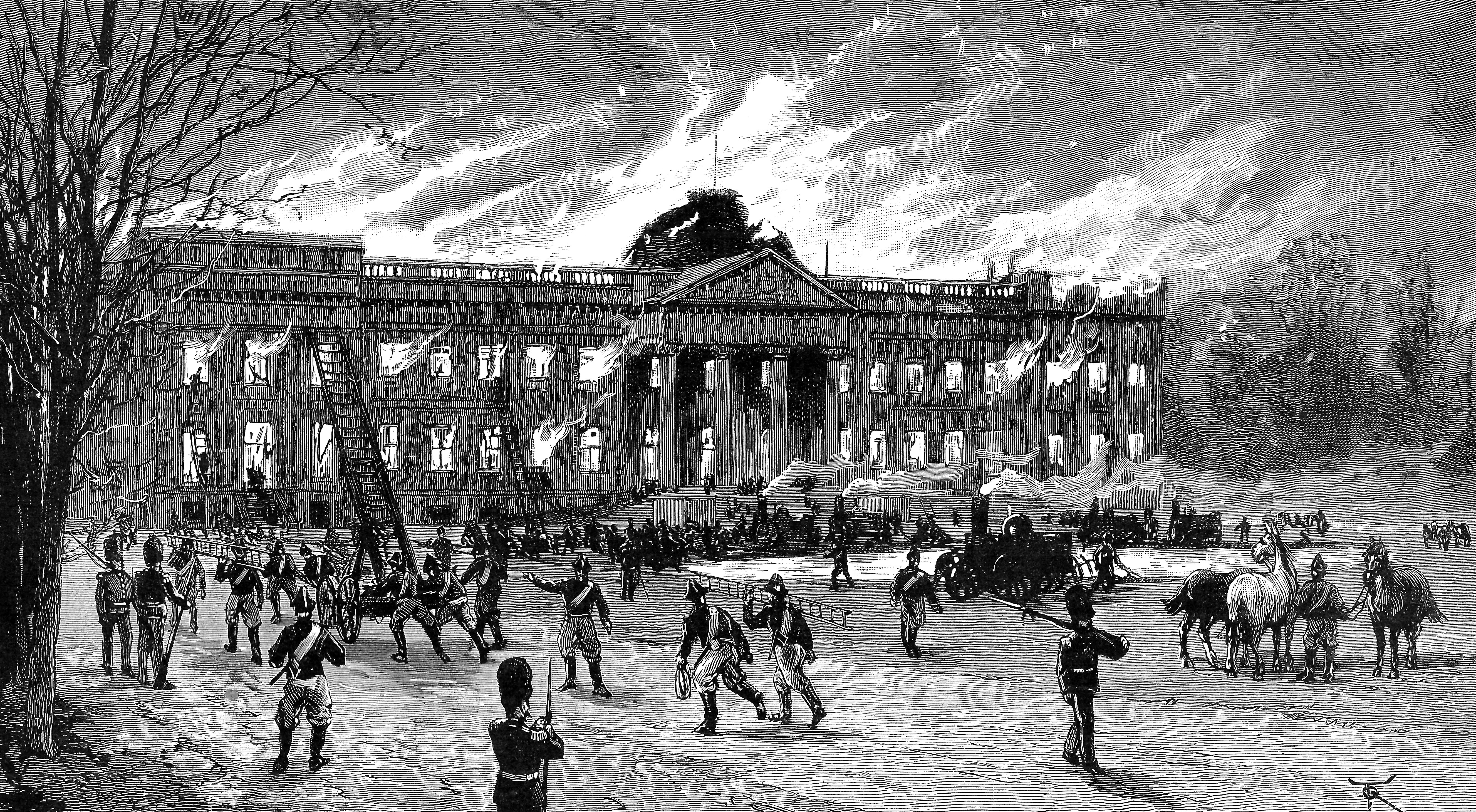
Het kasteel in brand, 1 januari 1890.

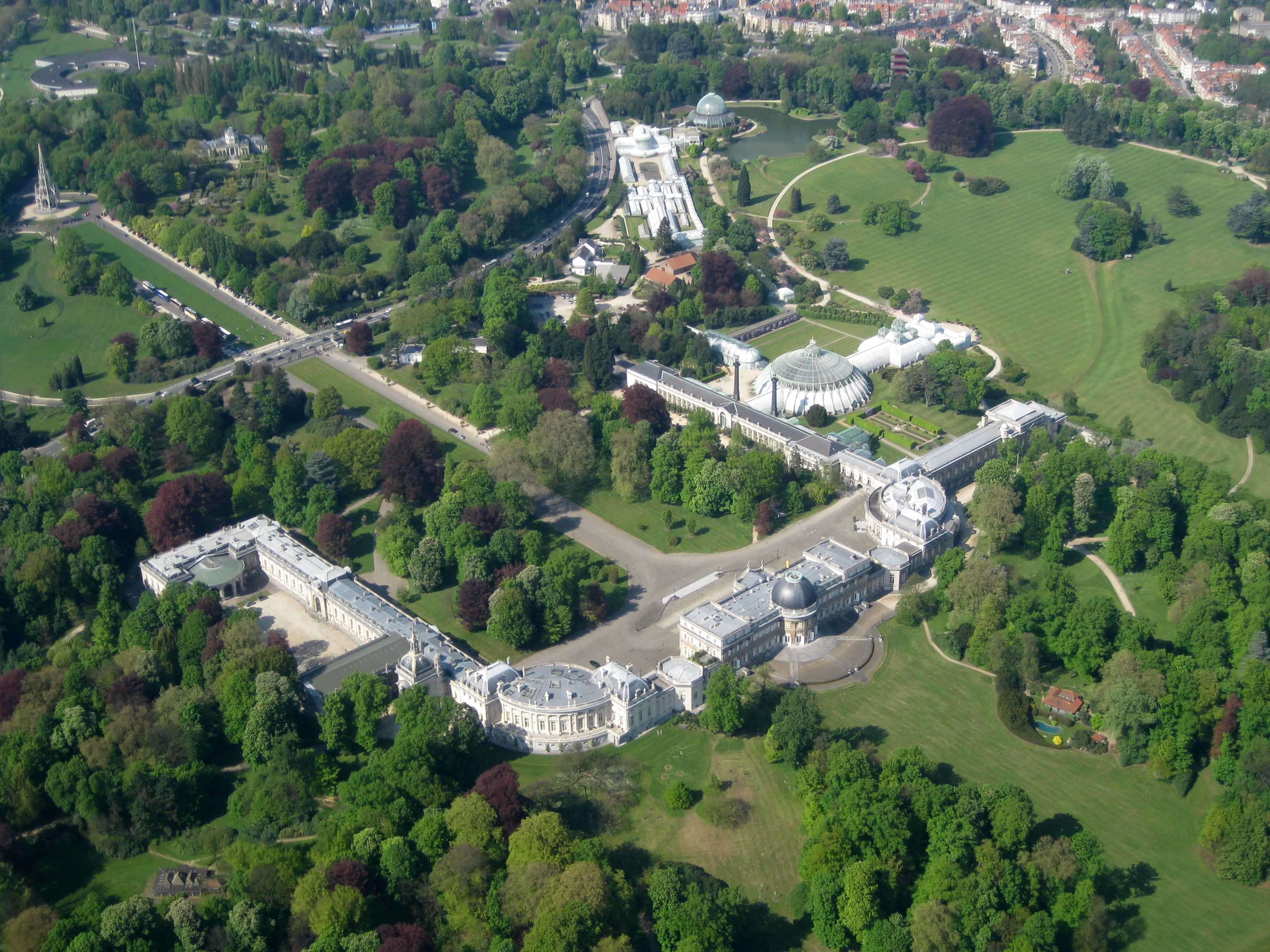
Luchtbeeld van kasteel en park

Het Kasteel van Laken (Frans: Château de Laeken; Duits: Schloss Laeken) is een van de koninklijke residenties in België. Het ligt in Laken, sinds 1921 een onderdeel van de stad Brussel, in het noorden van het Brussels gewest. Het is omgeven door een 120 hectare groot park, waarin zich ook de Koninklijke Serres bevinden, een kassencomplex. Vlakbij liggen ook de koninklijke residenties Stuyvenberg en Belvedère en de Onze-Lieve-Vrouwekerk, waar de koninklijke familie begraven wordt.
Officieel is het de zomerresidentie van de koning, maar in de praktijk hebben alle Belgische koningen – behalve Albert II – er hun voornaamste woonplaats van gemaakt. Het Koninklijk Paleis van Brussel, dat op 7 km rijden van het kasteel ligt, is de officiële zetel van het hof en wordt als werkpaleis gebruikt.
Het kasteel is staatseigendom, maar een groot deel van het park en de serres behoren tot de Koninklijke Schenking.

## Geschiedenis

### Oorsprong
Het kasteel werd gebouwd in 1782 in opdracht van aartshertogin Maria Christina van Oostenrijk, de landvoogdes van de Zuidelijke Nederlanden. Het moest het vervallen Kasteel van Tervuren als residentie vervangen. Het ontwerp van de Franse architect Charles De Wailly in neoclassicistische stijl werd uitgevoerd door zijn collega Louis Montoyer. Centraal stonden een koepel en een fronton ondersteund door een reeks zuilen. Het kasteel stond toen bekend als Schoonenberg. De tuin was een laat ontwerp van de beroemde Capability Brown. Het was een ruim 58 hectare grote landschapstuin met grotten, waterpartijen en een liefdeseiland. Wailly bouwde er een Zonnepaviljoen en een Tempel der Vriendschap, gebouwen die nog steeds bestaan. Er stond ook een grote toren in Chinese stijl.
Het kasteel werd in 1785 feestelijk in gebruik genomen. De landvoogdes en haar gemaal Albert van Saksen-Teschen hebben er niet lang van gebruik kunnen maken. Ze moesten vluchten voor de Brabantse Omwenteling en later voor de Franse inval. In 1795 verlieten ze Brussel voorgoed.

### Franse tijd
In de Franse tijd werd Schoonenberg aanvankelijk gebruikt als militair hoofdkwartier, later zelfs als gevangenis. Nadat de Oostenrijkse dynastie door de vrede van Lunéville in 1801 voorgoed afstand had gedaan van haar bezittingen in de Nederlanden, werd het hele domein in loten verkocht. Het kasteel werd op 15 september 1803 voor 220.810 frank aangekocht door de speculant Jean-Baptiste Terrade, die het wilde afbreken om het bouwmateriaal ten gelde te maken. Het was reeds ontdaan van de dakleien, leidingen, parketten en Chinese toren toen eerste consul Napoleon Bonaparte het domein in april 1804 liet kopen voor 512.000 frank. Daartoe gaf hij een opdracht aan het Departement van de Dijle. 
Op vraag van Napoleon voerde de Brusselse stadsarchitect François-Joseph Henry herstellingswerken uit. Het kasteel werd ook voorzien van een bibliotheek en van Franse meubelen, zoals mahoniehouten empirebanken, prachtige wandtapijten en dure zijden gordijnen geweven in Lyon. Het nog bestaande meubilair in de audiëntiezalen stamt voor het grootste gedeelte uit deze tijd. Napoleon verbleef verscheidene keren in Laken. In 1812 schonk hij het kasteel aan zijn ex-vrouw Joséphine de Beauharnais, in ruil voor het Élysée in Parijs. Joséphine heeft er echter zelf nooit verbleven.
Bij de oprichting van het Verenigd Koninkrijk der Nederlanden (1815-1830) werd het kasteel en het bijbehorende domein de zomerresidentie van koning koning Willem I. 
Tsaar Alexander zou er ooit hebben vertoefd. Willem I schakelde opnieuw architect Henry in om er een orangerie en een theater aan te leggen.

### Residentie van de Belgische koningen
In 1831 stelde de pas gestichte Belgische staat het kasteel ter beschikking van de eerste koning Leopold I.
Zijn zoon Leopold II breidde het park fors uit door de aankoop van gronden in de omgeving. Daarbij werden bestaande boerderijen afgebroken. Hij liet ook de Koninklijke Serres bouwen door zijn favoriete architect Alphonse Balat. Deze moesten onder meer dienen om de collectie planten en bomen uit Kongo in onder te brengen. Later liet hij ook de Japanse Toren en het Chinees Paviljoen aan de rand van het park aanleggen.
Op 1 januari 1890 werd het kasteel door een grote brand getroffen. Het vorstenpaar woonde op dat moment in het Koninklijk Paleis van Brussel een nieuwjaarsreceptie bij. Alleen prinses Clémentine en haar gouvernante mej. Drancourt verbleven in het kasteel. Antoinette, haar kamermeisje, ontdekte de brand en redde de prinses; voor mej. Drancourt was het te laat. Bij de grote brand ging de bibliotheek van Napoleon volledig verloren en stortte de koepel in. Ook het enige portret van prins Leopold ging verloren. De koning zag zijn kans om het gebouw naar zijn smaak te laten herbouwen en fors uit te breiden. Aanvankelijk deed hij een beroep op Balat, vanaf 1902 was de Franse architect Charles Girault verantwoordelijk voor de twee nieuwe vleugels. Leopold II wilde van het kasteel een plaats voor congressen en andere evenementen maken. Daarvoor liet hij zelfs een spoorwegstation onder het kasteel bouwen, dat echter nooit gefunctioneerd heeft. Na de dood van Leopold in 1909 liet zijn opvolger Albert I de werken stopzetten en bleef de spoorhal onafgewerkt. Sindsdien is het kasteel niet meer veranderd.
Koning Albert I en zijn vrouw koningin Elisabeth lieten in 1914 vanuit het kasteel experimentele uitzendingen van radio-omroep doorgaan. Daarvoor werd in de tuin een grote antenne opgericht maar die werd kort daarna weer afgebroken vanwege het uitbreken van de Eerste Wereldoorlog. Uit de tijd van Albert en Elisabeth dateren ook de zwanen in het park. Ze zijn nog steeds afstammelingen van het paar dat Elisabeth cadeau kreeg. De koningin liet er ook een atelier bouwen in Engelse stijl, aan de azaleaserre.
Toen Albert I in 1934 onverwachts verongelukte, bleven zijn zoon Leopold III en zijn vrouw Astrid in het naburige kasteel Stuyvenberg wonen, dat al een tijd hun residentie was. Na het plotse overlijden van Astrid van in 1935 verhuisde koning Leopold met zijn kinderen naar het Kasteel van Laken, waar zijn moeder Elisabeth was blijven wonen.
Tijdens de Tweede Wereldoorlog verbleef Leopold III als krijgsgevangene in het kasteel. Hij hertrouwde er in het geheim met Lilian Baels. Toen de koning en zijn gezin in 1944 naar Duitsland werden weggevoerd, bleef Elisabeth alleen over. Pas in 1950, na afloop van de Koningskwestie, keerde het gezin terug en verhuisde Elisabeth naar Stuyvenberg. Daar kwam geen verandering in toen Leopold III het volgende jaar troonsafstand deed. Hij bleef met zijn gezin, waaronder zijn zoon en opvolger Boudewijn, in Laken wonen tot Boudewijn in 1960 met Fabiola de Mora y Aragón huwde. Daarna verliet de afgetreden koning met zijn tweede vrouw en hun kinderen Laken.
Na de dood van Boudewijn in 1993 bleef Fabiola het kasteel gebruiken. De nieuwe koning Albert II en koningin Paola woonden al sinds hun huwelijk (1959) op het Kasteel Belvédère en bleven daar na hun troonsbestijging. Albert II gebruikte het kasteel voor recepties, gala-diners en ceremoniële contacten met politici. In 2007 hield de koning er audiënties na de federale verkiezingen.
Het kasteel werd in 1999 vrijgemaakt voor prins Filip na zijn huwelijk met Mathilde d'Udekem d'Acoz. Filip, intussen koning geworden, is er sindsdien met zijn gezin blijven wonen.

## Historische gebeurtenissen
- Verblijf van keizer Napoleon.
- Grote brand van het kasteel.
- Verloving van prinses Stéphanie met kroonprins Rudolf van Oostenrijk.
- Gevangenschap van koning Leopold III.
- Koffietafel voor de begrafenis van koning Boudewijn.
- Bezoek van paus Johannes Paulus II.
- Verlovingsfeest van prins Filip van België met Mathilde d'Udekem d'Acoz.
- Verklaring van Laken.

## Hedendaagse functie
Het Kasteel van Laken is voornamelijk een woonkasteel en heeft een meer sober en intiem karakter dan het Koninklijk Paleis van Brussel. Sinds 1999 is het de residentie van koning Filip en koningin Mathilde met hun gezin.
De serres worden elk jaar in de bloeiperiode gedurende drie weken opengesteld voor publiek. Daarnaast is het kasteel bekend vanwege de stallen, het Chinese paviljoen en de Japanse toren. Ook het schildersatelier van koningin Elisabeth is te bewonderen.
Op verzoek van koningin Paola is het speelpaviljoen waarin de kinderen van Leopold III opgroeiden gerestaureerd, zodat kroonprinses Elisabeth hier met haar broertjes en zusje, neven en nichtjes kan spelen.

## De salons van het Kasteel van Laken

### Beschrijving uit de tijd vanNapoleon
- De Grote Appartementen
  - de grote Hal
  - het Salon van de Huisbewaarders
  - het Salon van de Eerste Officieren
  - het Salon van de Hoogwaardigheidsbekleders
  - het Salon van de Prinsen
  - Groot vertrek van de Keizer
  - de Troonzaal
  - de Ronde Zaal
  - De Eetzaal
  - de Kapel
- de Appartementen van de Keizerin
  - de Antichambre
  - het Wachtsalon
  - het Groot salon
  - de Slaapkamer van de Keizerin
  - het Dressoir van de Keizerin
  - het groot Vertrek van de Keizerin
  - het Boudoir van de Keizerin

### Hedendaagse Indeling
- De grote Eretrap
- De Vestibule
- Portrettengalerij
- De Grote Galerij
- Het Appartement voor de Ordonnansofficier
- Het Salon van de Letteren
- Het Salon van de Wetenschappen
- Het Salon van de Prinsen
- Het Salon van de Kunsten
- De Gala-eetzaal
- De Eetkamer van de Maarschalken
- De Koninklijke Appartementen
- De Rotonde, ook wel Italiaans salon genaamd (inclusief de koepel)
- Het Octogoon van Apollo
- De Buitenlandse Vleugel
- De Buitenlandse Galerij
- Het Vierkant Salon
- De Grote Foyer
- Het Theater
- Het Octogoon van de Bibliotheek
- De Koninklijke Appartementen
- De Grote Stallen
- De Oranjerie
- De Koninklijke Kapel
- De Serres
- Het Schildersatelier van Koningin Elisabeth